# 神内靖
神内 靖（かみうち やすし、1983年8月12日 - ）は、京都府綾部市出身の元プロ野球選手（投手）。左投左打。

## 経歴

### プロ入り前
延岡学園高等学校では第82回全国高等学校野球選手権大会に出場し、初戦（2回戦）で山田憲、中村一生がいる東海大浦安と対戦し、自身の暴投と中村の適時打を浴び、2-1で敗れた。宮崎県内では「右の寺原、左の神内」と呼ばれるほどの評判の投手で、互いにライバル関係を築いていた。寺原はその後、第83回全国高等学校野球選手権大会で注目を浴びた後に4球団から1巡目指名を受け、2001年度ドラフト会議にて福岡ダイエーホークスへ入団しているが、神内も同ドラフトにて同じく福岡ダイエーホークスから、4巡目で指名を受けて入団した。背番号は38。

### ダイエー・ソフトバンク時代

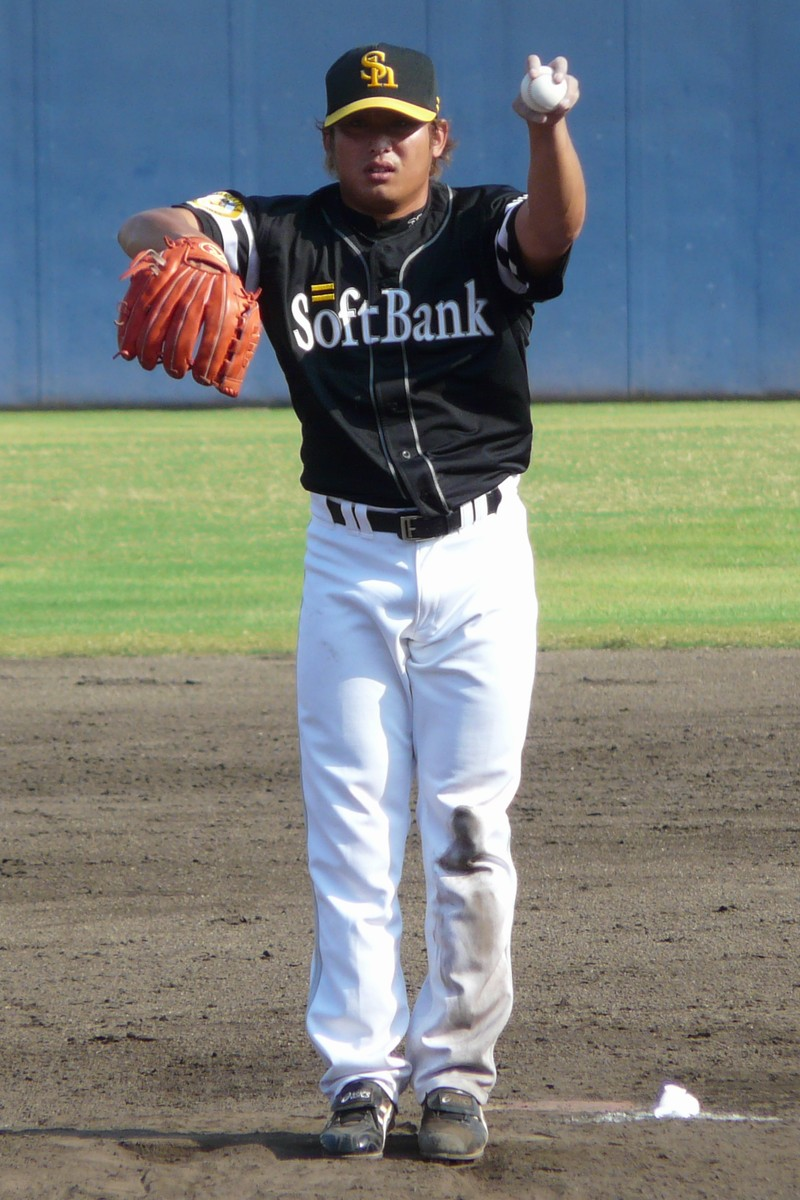
ソフトバンク時代（2010年）

プロ入り後すぐに結果を残した寺原とは対照的に、神内は高校時代から課題である制球難によってウエスタン・リーグでも十分な成績を残せなかった。2004年7月25日の対千葉ロッテマリーンズ戦（福岡ドーム）でプロ初先発を果たし、勝利投手にはなれなかったものの7回無失点と上々の結果を残した。この活躍が認められ、この年は12試合に登板した。
2005年4月2日の対ロッテ戦（千葉マリンスタジアム）で中継ぎでプロ初勝利を果たすと、手薄だった左の中継ぎとして一軍に定着し、前年より倍以上の46試合に登板、防御率3.26・17ホールドと好成績を残した。
2006年からはさらなる活躍を目指すために大幅な肉体改造を行ったが、これによって体重が10kg増加すると同時に球速も10km/h近く速くなった。同年5月18日の対読売ジャイアンツ戦（東京ドーム）で初先発勝利を果たすと何度か先発を任され、自己最多となる6勝を挙げた。特にチームが苦手としていた対北海道日本ハムファイターズ戦では6試合で2勝・防御率1.10を記録するなど、幾度となくチームの危機を救ったが、後半に入ると6連戦がほとんど無い緩い日程だったためにコマ不足が解消され、登板機会は多くなかった。6月18日の対中日ドラゴンズ戦（ナゴヤドーム）では、先発して6回途中まで11個の三振を奪ったが、神内の後を三瀬幸司・吉武真太郎・篠原貴行・藤岡好明・馬原孝浩のリレーで、1試合最多タイ（継投による達成は史上初）となる19奪三振を記録した。
しかし、度重なる連投などから肘への負担が増していき、2008年3月25日に群馬県内の病院で左肘内側側副じん帯の手術を行った。このリハビリのため、この年の一軍登板はなかった。
2009年4月5日の対オリックス・バファローズ戦で、約2年ぶりとなる一軍登板を果たし勝利投手となった。
2010年4月14日の対オリックス戦 (京セラドーム大阪) で、降板した後に自らグラブを投げつけ、ベンチの背もたれを蹴る等乱暴な行為をしたため15日に神内を厳重注意処分としてベンチの破損部分の修理代金7万円を請求した。神内は「自分のピッチングの不甲斐なさに苛立ちを抑えることができず、ついあのような行為をしてしまい、本当に反省しています」とコメントしている。
2011年は一軍登板が2試合で防御率16.20と自己最低の成績に終わった。ウエスタン・リーグでは31試合に登板して防御率2.94とまずまずな成績を残していたが、一軍昇格は果たせなかった。
2012年は開幕一軍で迎えるも、初登板となった4月3日の対東北楽天ゴールデンイーグルス戦では暴投で失点するなど、結果を残せなかった。一度降格した後に再昇格した後は成績も安定し、この年は4ホールドを記録した。しかしシーズン終盤に入ると疲労感から打ち込まれる試合が目立ち、8月27日に再降格後は一軍昇格がないまま終わった。

### DeNA時代
2012年11月、吉川輝昭・多村仁志と共に山本省吾・江尻慎太郎・吉村裕基との3対3のトレードで横浜DeNAベイスターズへ移籍。背番号は、ソフトバンク時代と同じ38に決まった。
2013年は序盤から中継ぎとして一軍に帯同。6月3日の対日本ハム戦では3年ぶりに先発登板するも、4回5失点、四死球4、被安打7と安定せず敗戦投手となり、二軍落ち以降は終盤まで一軍での登板がなかった。
2014年10月3日に球団から戦力外通告を受けた。12月2日に自由契約公示された。

### 引退後
2015年には福岡市内の小中学生を中心に野球教室を開催した。

## 選手としての特徴
威力のある直球と縦に割れるカーブ、「魔球」と称されるチェンジアップが武器の左腕。その他、スライダーも投げる。

## 詳細情報

### 年度別投手成績
| 年 度     | 球 団                 | 登 板 | 先 発 | 完 投 | 完 封 | 無 四 球 | 勝 利 | 敗 戦 | セ 丨 ブ | ホ 丨 ル ド | 勝 率 | 打 者 | 投 球 回 | 被 安 打 | 被 本 塁 打 | 与 四 球 | 敬 遠 | 与 死 球 | 奪 三 振 | 暴 投 | ボ 丨 ク | 失 点 | 自 責 点 | 防 御 率 | W H I P |
| --------- | --------------------- | ----- | ----- | ----- | ----- | -------- | ----- | ----- | -------- | ----------- | ----- | ----- | -------- | -------- | ----------- | -------- | ----- | -------- | -------- | ----- | -------- | ----- | -------- | -------- | ------- |
| 2004      | ダイエー ソフトバンク | 12    | 3     | 0     | 0     | 0        | 0     | 1     | 0        | --          | .000  | 111   | 24.2     | 26       | 5           | 11       | 0     | 0        | 23       | 1     | 0        | 16    | 16       | 5.84     | 1.50    |
| 2005      | ダイエー ソフトバンク | 46    | 0     | 0     | 0     | 0        | 3     | 1     | 0        | 14          | .750  | 226   | 49.2     | 46       | 3           | 25       | 0     | 7        | 48       | 3     | 1        | 19    | 18       | 3.26     | 1.43    |
| 2006      | ダイエー ソフトバンク | 26    | 13    | 0     | 0     | 0        | 6     | 3     | 0        | 1           | .667  | 360   | 86.2     | 84       | 7           | 28       | 1     | 0        | 89       | 4     | 0        | 33    | 31       | 3.22     | 1.29    |
| 2007      | ダイエー ソフトバンク | 8     | 6     | 0     | 0     | 0        | 1     | 3     | 0        | 0           | .250  | 146   | 34.0     | 31       | 5           | 14       | 0     | 1        | 27       | 3     | 1        | 19    | 18       | 4.76     | 1.32    |
| 2009      | ダイエー ソフトバンク | 26    | 2     | 0     | 0     | 0        | 2     | 3     | 0        | 3           | .400  | 152   | 34.2     | 26       | 4           | 22       | 0     | 2        | 33       | 4     | 1        | 18    | 15       | 3.89     | 1.38    |
| 2010      | ダイエー ソフトバンク | 10    | 1     | 0     | 0     | 0        | 0     | 0     | 0        | 0           | ----  | 75    | 16.2     | 18       | 3           | 6        | 0     | 1        | 17       | 3     | 1        | 13    | 13       | 7.02     | 1.45    |
| 2011      | ダイエー ソフトバンク | 2     | 0     | 0     | 0     | 0        | 0     | 0     | 0        | 0           | ----  | 9     | 1.2      | 4        | 1           | 0        | 0     | 0        | 2        | 1     | 0        | 3     | 3        | 16.20    | 2.50    |
| 2012      | ダイエー ソフトバンク | 20    | 0     | 0     | 0     | 0        | 0     | 0     | 0        | 4           | ----  | 101   | 24.2     | 22       | 3           | 4        | 0     | 1        | 24       | 2     | 0        | 15    | 15       | 5.47     | 1.05    |
| 2013      | DeNA                  | 5     | 1     | 0     | 0     | 0        | 0     | 1     | 0        | 1           | .000  | 49    | 10.0     | 10       | 2           | 9        | 0     | 1        | 8        | 1     | 0        | 9     | 9        | 8.10     | 1.90    |
| 通算：8年 | 通算：8年             | 155   | 26    | 0     | 0     | 0        | 12    | 12    | 0        | 23          | .500  | 1229  | 282.2    | 267      | 33          | 119      | 1     | 13       | 271      | 22    | 4        | 145   | 138      | 4.39     | 1.37    |

- ダイエー（福岡ダイエーホークス）は2005年にソフトバンク（福岡ソフトバンクホークス）に球団名を変更

### 記録
- 初登板・初先発：2004年7月25日、対千葉ロッテマリーンズ20回戦（福岡ドーム）、7回無失点
- 初奪三振：同上、1回表に堀幸一から空振り三振
- 初ホールド：2005年3月30日、対東北楽天ゴールデンイーグルス3回戦（福岡Yahoo! JAPANドーム）、6回表1死に2番手で救援登板、1/3回無失点
- 初勝利：2005年4月2日、対千葉ロッテマリーンズ2回戦（千葉マリンスタジアム）、7回裏1死から3番手で救援登板、1回無失点
- 初先発勝利：2006年5月18日、対読売ジャイアンツ3回戦（東京ドーム）、6回1/3を2失点

### 背番号
- 38 （2002年 - 2014年）